# Czarna Hańcza
Czarna Hańcza (litauiska:Juodoji Ančia) är en 145 kilometer lång biflod till Njemen (Nemunas). Källan är sjön Hańcza i Polen. Floden löper huvudsakligen sydöst, passerar staden Suwałki och sjön Wigry för att därefter passera gränsen till Belarus. Floden löper ut i en flod/ delvis kanal som under ca 3 km utgör gräns mellan Belarus och Litauen. Floden som under kanaldelen har namnet Karl Augostowski rinner ut i Njemen (Nemunas) några km söder om Belarus gräns till Litauen.